# Taractes rubescens
Taractes rubescens is een straalvinnige vissensoort uit de familie van zilvervissen (Bramidae). De wetenschappelijke naam van de soort is voor het eerst geldig gepubliceerd in 1887 door Jordan & Evermann.